# گورکویه (شهرستان یگوریفسکی)
گورکویه (روسی: Горькое) یک دریاچه در سرزمین آلتای کشور روسیه است.